# 石田晶
石田晶（日语：石田 あきら，4月8日—），日本漫畫家。男性。出身於廣島縣。武藏工業大學（現東京都市大學）畢業。居住於埼玉縣所澤市。商業出道作是《COMIC SEED！》連載的《私立彩陵高校超能力社》。

## 作品列表

### 連載中
- Fate/Apocrypha（原作：TYPE-MOON，《月刊Comp Ace》）已出版12冊

### 連載終了
- 私立彩陵高校超能力社（日语：私立彩陵高校超能力部）（《月刊ComicREX》） 新裝版全7冊，從《COMIC SEED!（日语：COMIC SEED!）》（企鵝書房（日语：ぺんぎん書房））轉移
- （原作：飛鳥正太（日语：あすか正太），《Comic Gum》連載） 全1冊（WANI BOOK（日语：ワニブックス））
- 阿良的早餐（《NEO·GEO FREAK（日语：ネオジオフリーク）》連載）發表雜誌休刊
- （《Manga Time Kirara Forward》） 全4冊
- 帝立第13軍學校步兵科有異常!?（日语：帝立第13軍学校歩兵科異常アリ!?）（《Manga Time Kirara Carat》） 全4冊
- CANAAN（原作：Project CANAAN，《月刊Comp Ace》） 全3冊
- 魔王勇者（原作：橙乃真希，《月刊Comp Ace》） 全18冊

### 選集
- 宙出版（日语：宙出版）
  - Fate/stay night（7）（漫畫）
- 一迅社
  - Fate/hollow ataraxia（1）、（2）、（3），封面插圖
  - 月姬（18）彩色插圖
  - Fate/stay night（5）、（7），彩色插圖

### 小說封面、插圖
- （著：時無豐（日语：時無ゆたか），〈角川Sneaker文庫〉）
- （著：鳥生浩司，〈電擊文庫〉）
- （著：佐藤了，〈Fami通文庫〉）
- Explorer（日语：エクスプローラー (小説)）（著：北山大詩，〈富士見Mystery文庫〉）
- （著：妹尾尻尾，〈DASH X文庫（日语：ダッシュエックス文庫）〉）

### 交換卡片插圖
- 水瓶戰記 SagaII Premium-expansion『美麗的仙后座』
- MCTCG妖精傳承 第四彈『煌天使徒』、第五彈『星霜姬神』
- Lycee版『TYPE-MOON』、『ALICESOFT』版
- 夢幻之星Online III C.A.R.D. Revolution（日语：ファンタシースターオンライン エピソード3 カードレボリューション）（線上卡片遊戲）

### TRPG插圖
- Sacred Dragon ～龍脈覺醒者～（日语：セイクリッド・ドラグーン）（力造／Group SNE：enterbrain）

### 遊戲插圖
- Fate/Grand Order（TYPE-MOON）－部分人物設定

## 外部連結
- 石田晶的X（前Twitter） （日語）
- Life Like Love，存于 （日語）－石田晶的官方個人部落格。